# روكسانا أحمد
روكسانا أحمد (مواليد 1948) كاتبة باكستانية روائية، قصص قصيرة، شعر، مسرحيات، مترجم.هاجرت بعد زواجها إلى إنجلترا لاستكمال دراستها ومواصلة مهنة الكتابة.وقد أطلقت حملة للكُتّاب الآسيويين وبصفة خاصة النساء.

## السيرة الذاتية
وُلدت روكسانا أحمد في مدينة كراتشى، باكستان عام 1948 . درست في عدة مدارس في مدن مختلفة في باكستان.إلتحقت في المرحلة الجامعية بجامعة بنجاب، وقد حصلت على درجة الماجيستير في الفنون من جامعة كراتشى في الأدب الإنجليزى واللغويات.ثم إنضمت إلى جامعة كراتشى وقامت بتدريس الأدب الإنجليزى فيها، إلى أن تزوجت.
عقب زواجها إرتحلت إلى إنجلترا، وهناك حصلت على درجة الماجيستير من جامعة الريدينج وجامعة الفنون.إستقرت في لندن مع عائلتها، بدأت أحمد حياتها المهنية المستقلة ككاتبة مسرحية وصحفية.وقد قامت بترجمة بعض الأعمال من اللغة الأردية إلى الإنجليزية، مثل ديوان الاحتجاج النسائى الشعرى بعنوان "We Sinful Women" عام 1991، ورواية ألطاف فاطيمة بعنوان "The One Who Did Not Ask" عام 1993.روايتها الأولى كانت بعنوان "The Hope Chest" عام 1996 التي تبرز حياة شابة تربّت في «عالمين مختلفين».
خلال عام 1991 شغلت أحمد ككاتب- أثناء إقامتها في كليفلاند – رئيس تحرير "Dreams Into Words" و "Daughters Of The East"، وككاتب مسرحى معروف/ذو شعبية كتبت العديد من المسرحيات، مثل "Song for a Sanctuary" التي كانت بداية انطلاقتها المهنية للعمل في الراديو ومجال المسرح كذلك من أعمالها "Mistaken … Annie Besant in INDIA" عام 2007، أيضاً رواية " Wide Sargasso Sea" للكاتبة جان ريز التي قامت أحمد بتكييفها كعمل مسرحى في إذاعة البى بى سى، و«امرأة عند نقطة الصفر» للكاتبة نوال السعداوى، وأيضاً رواية "Midnight's Children" لسلمان رشدى، و"Maps for Lost Lovers" لنديم أسلم. في يونيو وإكتوبر لعام 1991 تم تمثيل مسرحيتها "Song for a Sanctuary" في عدة مسارح في بريطانيا.
وقد أصبحت أحمد عضواً في جمعية «الكاتبات الآسيويات» في لندن عام 1984 بصحبة الممثلة ريتا وولف، وفي عام 1990 شاركت في تأسيس شركة "The Kali" للمسرح في لندن، التي ترأستها لمدة ثمانى سنوات.
كما ساهمت في إنشاء «أرشيف للفنون والآداب المتفرقة/المبعثرة في جنوب آسيا» في المملكة المتحدة التي عُرفت باسم "Salidaa" وحالياً "Sadaa".كذلك هي زميل إستشارى للصندوق الأدبى الملكى بكلية "Mary Queen" بجامعة لندن.

## الجوائز
حصلت أحمد على العديد من الجوائز في شكل ترشيحات لجوائز معروفة مثل جائزة «لجنة المساواة العرقية»، جائزة «نقابة الكُتّاب»، جائزة «سونى» وجائزة «سوزان سميث بلاك بيرن» لعام 2002، وقد حصلت على المركز الثانى لجائزة «سوزان سميث بلاك بيرن» للمسرح عن مسرحيتها "River On Fire" عام 2001، كما استلمت جائزة «نقابة الكُتّاب» عن تكييف مسرحية "Wide Sargasso Sea" لراديو بريطانيا العظمى.

## روابط خارجية
- روكسانا أحمد على موقع ميوزك برينز (الإنجليزية)